# Chesterfield Football Club 2012-2013

## Rosa
| N. |                        | Ruolo | Calciatore           |
| -- | ---------------------- | ----- | -------------------- |
| 1  | Inghilterra (bandiera) | P     | Tommy Lee            |
| 6  | Inghilterra (bandiera) | P     | Richard O'Donnell    |
| 28 | Giamaica (bandiera)    | D     | Nathan Smith         |
| -  | Inghilterra (bandiera) | D     | Terrell Forbes       |
| 2  | Inghilterra (bandiera) | D     | Neal Trotman         |
| 4  | Inghilterra (bandiera) | D     | Jamie Lowry          |
| -  | Inghilterra (bandiera) | D     | Sam Hird             |
| 12 | Inghilterra (bandiera) | D     | Tendayi Darikwa      |
| 7  | Inghilterra (bandiera) | C     | Mark Allott          |
| -  | Inghilterra (bandiera) | C     | Sam Togwell          |
| -  | Inghilterra (bandiera) | C     | Marc Richards        |
| -  | Inghilterra (bandiera) | C     | Jack Waddle          |
| 10 | Inghilterra (bandiera) | C     | Danny Whitaker       |
| 11 | Inghilterra (bandiera) | C     | Paul Harsley         |
| 23 | Inghilterra (bandiera) | C     | Mark Leonard Randall |

| N. |                        | Ruolo | Calciatore      |
| -- | ---------------------- | ----- | --------------- |
| 24 | Inghilterra (bandiera) | C     | Craig Clay      |
| 9  | Inghilterra (bandiera) | A     | Craig Westcarr  |
| 14 | Inghilterra (bandiera) | A     | Jack Lester     |
| 19 | Inghilterra (bandiera) | A     | Scott Boden     |
| 21 | Inghilterra (bandiera) | A     | Jordan Bowery   |
| -  | Inghilterra (bandiera) | A     | Jonathan Wafula |
| 25 | Inghilterra (bandiera) | A     | Drew Talbot     |
| 29 | Inghilterra (bandiera) | A     | Jacob Hazell    |
| 37 | Portogallo (bandiera)  | A     | Luís Boa Morte  |